# Juliet Stevenson

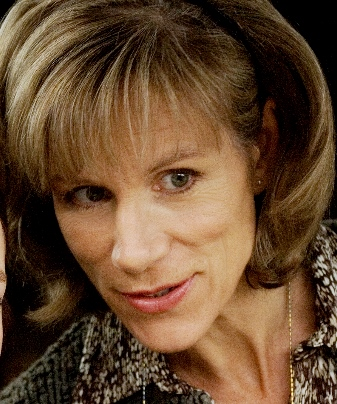
Juliet Stevenson in Dustbin Baby (2008)

Juliet Anne Virginia Stevenson, CBE (* 30. Oktober 1956 in Kelvedon, Essex) ist eine britische Schauspielerin.

## Leben
1991 wurde Stevenson in John Willis’ Screen World zu den zwölf vielversprechendsten neuen Schauspielern gezählt (One of twelve „Promising New Actors in 1991“).
Ihre Schauspielausbildung machte sie an der Royal Academy of Dramatic Art, deren Vorstand sie inzwischen angehört. Nach ihrem Abschluss begann sie eine Schauspielkarriere sowohl auf der Bühne (bislang etwa 40 Theaterproduktionen unter anderem mit der Royal Shakespeare Company) als auch vor der Kamera.
Mit dem Anthropologen Hugh Brody hat sie eine Tochter (* 1994) und einen Sohn (* 2000 oder 2001) sowie einen Stiefsohn, der 2020 starb.

## Auszeichnungen
- 1992 (Saison 1991) erhielt sie den Laurence Olivier Theatre Award als beste Schauspielerin für ihre Darstellung in „Death and the Maiden“ („Der Tod und das Mädchen“)
- 1999 Auszeichnung mit dem CBE (Commander of the Order of the British Empire)

## Filmografie (Auswahl)
- 1980: The Mallens (Fernsehserie, 6 Folgen)
- 1987: Wettlauf zum Ruhm (Life Story)
- 1988: Stanley Spencer
- 1988: Verschwörung der Frauen (Drowning by Numbers)
- 1990: Ladder of Swords
- 1990: Geliebte Aimée (Aimée)
- 1990: Der Marsch (The March)
- 1991: In the Border Country
- 1991: Wie verrückt und aus tiefstem Herzen (Truly, Madly, Deeply)
- 1993: Der Prozeß (The Trial)
- 1993: Geheime Verführung (The Secret Rapture)
- 1995: Paris Was a Woman
- 1996: Jane Austens Emma (Emma)
- 1998: Cider with Rosie (Fernsehfilm)
- 2000: Play (Kurzfilm)
- 2001: Ein Weihnachtsmärchen (Christmas Carol: The Movie, Stimme)
- 2001: The Search for John Gissing
- 2002: Früchte der Liebe (Food of Love)
- 2002: Kick It Like Beckham (Bend It Like Beckham)
- 2002: The One and Only
- 2002: The Road from Coorain (Fernsehfilm)
- 2002: Nicholas Nickleby
- 2003: Mona Lisas Lächeln (Mona Lisa Smile)
- 2004: Being Julia
- 2005: Red Mercury
- 2006: Pierrepoint
- 2006: Kaltes Blut – Auf den Spuren von Truman Capote (Infamous)
- 2007: Die Zeit, die uns noch bleibt (And When Did You Last See Your Father?)
- 2007: Agatha Christie’s Marple (Fernsehserie, 1 Folge)
- 2008: Das Geheimnis der Mondprinzessin (The Secret of Moonacre)
- 2008: Ein Ort für die Ewigkeit (Place of Execution, Miniserie, 3 Folgen)
- 2008: 2 Romeos für Julia – Alte Liebe rostet nicht (A Previous Engagement)
- 2008: Dustbin Baby (Fernsehfilm)
- 2009: Wüstenblume (Desert Flower)
- 2011: The Hour (Fernsehserie, 4 Folgen)
- 2011: Lewis – Der Oxford Krimi (Lewis, Fernsehserie, 1 Folge)
- 2015: Departure
- 2019: Riviera (Fernsehserie, 10 Folgen)
- 2019–2021: Queens of Mystery (Fernsehserie, 12 Folgen)
- 2020: Out of Her Mind (Fernsehserie, 6 Folgen)
- 2021: The Long Call (Fernsehserie, 4 Folgen)
- 2021: Death in Paradise – Christmas Special (Fernsehfilm)
- 2023: Secret Invasion (Fernsehserie, 1 Folge)